# Lithocarpus macilentus
Lithocarpus macilentus W.Y.Chun & C.C.Huang – gatunek roślin z rodziny bukowatych (Fagaceae Dumort.). Występuje naturalnie w Chinach – we wschodniej części regionu autonomicznego Kuangsi oraz w zachodniej części prowincji Guangdong. 

## Morfologia
PokrójZimozielone drzewo dorastające do 7–12 m wysokości.
LiścieBlaszka liściowa jest nieco skórzasta i ma lancetowaty kształt. Mierzy 6–11 cm długości oraz 2–3 cm szerokości, jest całobrzega, ma klinową lub zbiegającą po ogonku nasadę ispiczasty wierzchołek. Ogonek liściowy jest nagi i ma 10–15 mm długości.
OwoceOrzechy o kształcie od stożkowatego do kulistego, dorastają do 13–15 mm długości i 15–17 mm średnicy. Osadzone są pojedynczo w miseczkach w kształcie kubka, które mierzą 6–8 mm długości i 15–20 mm średnicy. Orzechy otulone są w miseczkach do 20% ich długości.

## Biologia i ekologia
Rośnie w wiecznie zielonych lasach. Występuje na wysokości do 400 m n.p.m. Kwitnie od lipca do sierpnia, natomiast owoce dojrzewają od października do listopada.